# إيفانجيليون: 3.0 أنت (لا) تستطيع الإعادة
إيفانجيليون: 3.0 أنت (لا) تستطيع الإعادة (بالإنجليزية: Evangelion: 3.0 You Can (Not) Redo.)‏ أو إيفانجيليون: الفيلم الجديد: Q (ヱヴァンゲリヲン新劇場版：Q Evangerion Shin Gekijōban: Kyū، حيث تشير Q إلى Quickening "التسارع")، هو فيلم أنمي ياباني من إخراج هيدياكي أنّو والثالث من رباعية أفلام إعادة بناء إيفانجيليون، إعادة إنتاج لمسلسل الأنمي نيون جينيسيس إيفانجيليون. أُنتج الفيلم ووُزع بواسطة استديو كارا لأنّو، وعُرض في السينما اليابانية في 17 نوفمبر 2012.

## القصة
أسكا لانغلي شيكينامي وماري إلوستريوس ماكينامي في إيفانجيليون الوحدة-02 والوحدة-08 داخل مدار الأرض لاستعادة التسراكت الذي خُتم بداخله كل من الوحدة-01 وشينجي إيكاري. بعد إمساك أسكا للتسراكت، أُطلقت وحدات الإيفا بدون قائد، إيفانجيليون مارك.04، من صنع سيلي، نحو التسراكت. لم تستطع ماري توفير الدعم بسبب دخول الغلاف الجوي للأرض قبل أوانها، تاركة أسكا لقتال الإيفانجيليون وحدها. بينما أسكا تصرخ على شينجي ليقوم بشيء ما، استيقظت الوحدة-01 ودمرت وحدات الإيفانجيليون قبل توقفها عن العمل وهبوطها عائدة إلى الأرض مع أسكا. على الأرض، كان كاورو ناغيسا يراقبهما قائلاً بأنه كان بانتظار شينجي.
استُخرج شينجي من الوحدة-01 ووضع على عنقه طوق متفجر من قبل «فيلي»، منظمة أسست لتدمير نيرف ووحدات الإيفانجيليون التابعة لها، تقودها ميساتو كاتسراغي وريتسكو أكاغي. خضع شينجي لفحص طبي، لكنه عومل ببرود من قبل أغلب الموجودين، بمن فيهم أسكا وميساتو. ألح شينجي على أن يشرح له أحد ما يجري حوله، ولكن قبل ذلك، هاجمت العديد من وحدات إيفانجيليون التابعة لسيلي مقر فيلي. استطاعت فيلي تشغيل البارجة الطائرة وندر وتدمير الإيفانجيليون.
بعد المعركة، أُخبر شينجي بأن الوحدة-01 هي مصدر الطاقة الحالي لـوندر ومنع من قيادة أية إيفا مجدداً، خوفاً من استيقاظ إيفا من جديد. أخبرت ريتسكو شينجي أيضاً بأن ريه أيانامي التي كانت معه داخل إيفا-01 لم تكن موجودة داخلها. وضحت أسكا أيضاً بأنه بقي مختوماً لمدة 14 سنة؛ إلا أن جميع قواد الإيفا لم يتقدموا في السن خلال تلك الفترة. إيفانجيليون مارك.09، التي يعتقد شينجي بأن ريه هي من تقودها، اقتحمت وندر واستعادت شينجي. ألحت ريتسكو على ميساتو بأن تفجر الطوق، لكن ميساتو بقيت مترددة حتى خرج شينجي من نطاق التفجير.
أوصلت ريه شينجي إلى بقايا مقر نيرف، حيث أعلمه والده غيندو بأنه سيقود إيفا جديدة، الوحدة-13، مع كاورو. أثناء بقائه في نيرف، كون شينجي رابطة قوية مع كاورو بينما كانا يتدربان على عزف دويتو البيانو، إلا أنه اكتشف بأن ريه لا تتذكر أي شيء حدث ولاتتبع سوى الأوامر. عندما سأل شينجي كاورو عما حدث لمن يعرفهم، أخذ كاورو شينجي إلى حطام الجيوفرونت وطوكيو-3، موضحاً أن إيقاظ شينجي للوحدة-01 سبب الاصطدام الثالث ودمر معظم الأرض. كشف كاورو أيضاً عن هدف مشروع واسطة البشرية: القضاء على كل أشكال الحياة على الأرض، مما سيسمح لخلق الكائنات التي تملك ثمرة الحياة.
دعا فويوتسكي شينجي ليلعب الشوغي معه، وكشف بأن والدة شينجي، يوي أيانامي، موجودة داخل الوحدة-01 كنظام التحكم وأن ريه تنتمي إلى مجموعة من مستنسخاتها؛ ريه التي أنقذته من وندر ليست سوى آخر مستنسخة تحت الاستعمال وليست فيها أية سمة من ريه الأصلية. سببت هذه الحقيقة لشينجي انهياراً عصبياً. في يوم المهمة، تحير شينجي بين اتباع أوامر والده أو حجة ميساتو حتى لا يقود الإيفا من جديد، لذا نزع كاورو الطوق من عنق شينجي ووضعه على عنقه كعلامة للثقة.
قاد كاورو وشينجي الوحدة-13 إلى دوغما النهائية في مهمتهما لاستعمال رمحي كاسيوس ولونغينوس لإلغاء الاصطدام الثالث؛ مع ريه تتبعهما داخل مارك.09. عندما وصلت الوحدة-13 إلى جثة ليليث، أدرك كاورو أن كلا الرمحين من نفس النوع، وليسا مختلفين كما كان يتوقع. ألح كاورو على شينجي بألا يزيلهما، ولكن بلا جدوى. أسكا وماري وصلتا بوحدتي الإيفا 02 و08 لإيقاف شينجي. ومع ذلك، أزال شينجي الرمحين، مسبباً انفجار ليليث إلى LCL. بأوامر من غيندو، قطعت ريه رأس مارك.06 لتحرير الملاك الثاني عشر، الذي قامت الوحدة-13 بابتلاعه.
طارت الوحدة-13 الموقظة خارج دوغما النهائية مرتفعة إلى السماء، مع بدئها للاصطدام الرابع. كشف كاورو عن حقيقته بأنه الملاك الأول، والآن أُنزل إلى الملاك الثالث عشر. اكتشف الطوق استيقاظ الوحدة-13 وبدأ بالعمل. فقدت ريه السيطرة على مارك.09، التي ركبت وندر بإرادتها في محاولة لإحكام السيطرة على المركبة. خرجت ريه من الإيفا، وقامت أسكا بتشغيل التدمير الذاتي للوحدة-02 لتدمير مارك.09. من أجل إيقاف الاصطدام الرابع، سمح كاورو للطوق بأن يقتله بمرأى شينجي. قامت ماري بعد ذلك بإخراج قمرة قيادة شينجي من الوحدة-13. استعادت فيلي الوحدة-02 والوحدة-08، ثم انسحبت. عثرت أسكا على شينجي الغير مستجيب وسحبته معها خلال صحراء، تلحقهما ريه.

## الممثلون
- ميغومي أوغاتا بدور شينجي إيكاري
- ميغومي هاياشيبارا بدور ريه أيانامي
- يوكو ميامُرا بدور أسكا لانغلي شيكينامي
- مآيا ساكاموتو بدور ماري إلوستريوس ماكينامي
- أكيرا إيشيدا بدور كاورو ناغيسا
- كوتونو ميتسويشي بدور ميساتو كاتسراغي
- يوريكو ياماغوتشي بدور ريتسكو أكاغي
- فميهيكو تاتشيكي بدور غيندو إيكاري
- موتومو كيوكاوا بدور كوزو فويوتسكي
- ميكي ناغاساوا بدور مايا إيبوكي
- تاكيهيتو كوياسو بدور شيغرو أوبا
- هيرو يوكي بدور ماكوتو هيوغا
- ميوكي ساواشيرو بدور ساكرا سوزوهارا[*]
- أكيو أوتسكا بدور كوجي تاكاو[*]
- ساياكا أوهارا بدور سوميره ناغارا[*]
- أنري كاتسو بدور هيديكي تاما[*]
- ماريا إيسي بدور ميدوري كيتاكامي[*]
- موغيهيتو بدور كيل لورنتس

^ شخصية جديدة.

## التسويق

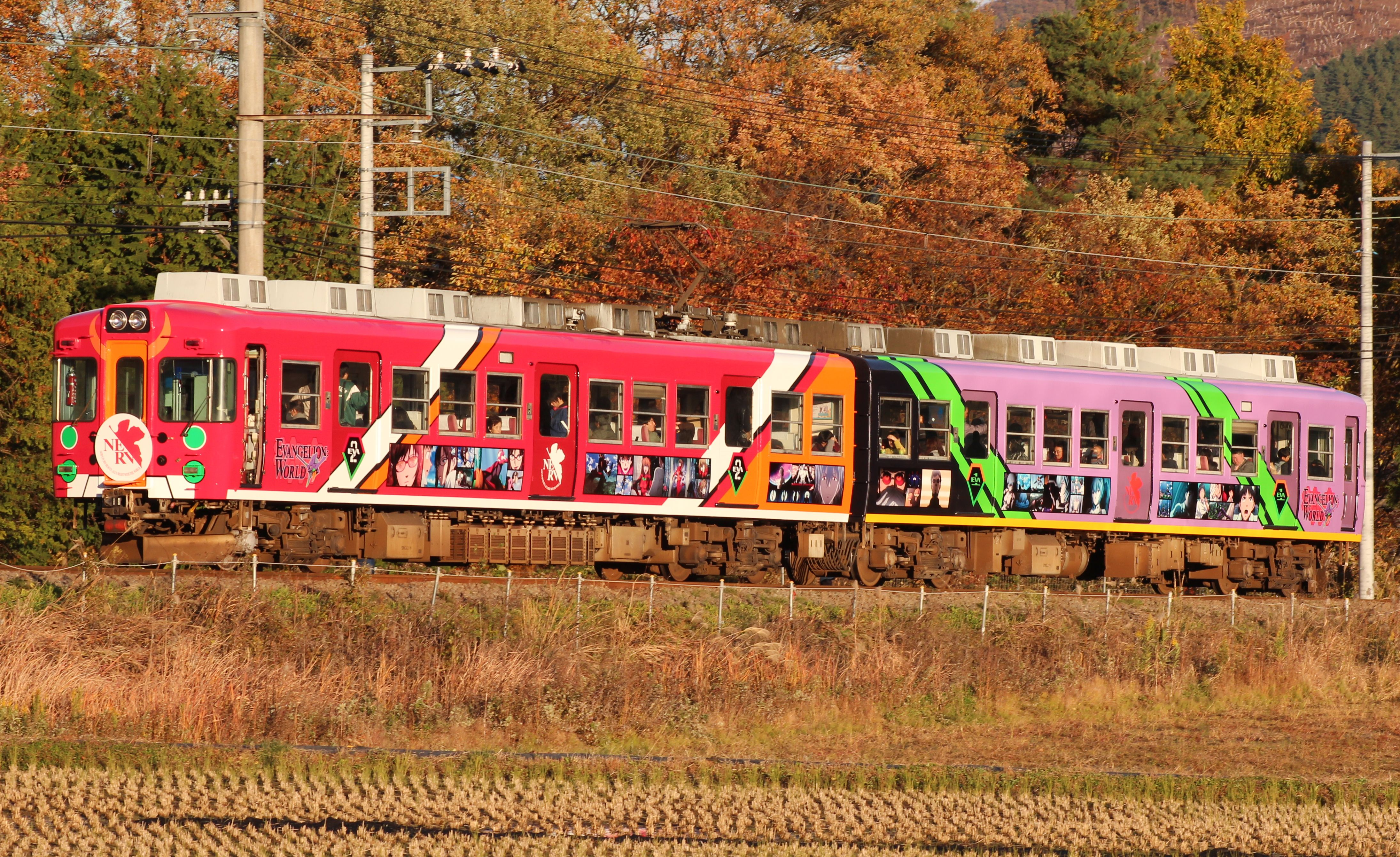
قطار فوجيكيوكو 1200 "نسخة مسرحية جديدة من إيفانجيليون: قطار تذكاري لإصدار Q"

أول عرض مسبق للفيلم، الذي عُرض بعد نهاية الائتمانات للفيلم إيفانجيليون: 2.0 أنت (لا) تستطيع التقدم بأسلوب العرض المسبق «للحلقة القادمة» في مسلسل الأنمي التلفزيوني، وصف شينجي وريه كونهما لا يزالان داخل الوحدة-01، طوكيو-3 والجيوفرونت مهجورتين، «طاقم العاملين في نيرف قيد الحبس»، «هبوط مارك.06 إلى دوغما»، «إيفا الوحدة-08 المتسارعة وقائدها»، واجتماع «الأولاد الذين اختارهم القدر». تتضمن المشاهد المعروضة الوحدة-01 المطعونة، التقاء كاورو بأربعة أشخاص مظللين، غيندو وفويوتسكي مرتديين معدات تسلق الجبال، كاجي يصرخ وهو موجه مسدس إلى شخص ما، ماري مقابلة لأربع مستنسخات لريه، نقاش فردي بين ماري وشخص مجهول، وأسكا المعافاة مرتدية عصابة على عينها اليسرى (بالرغم من عدم ظهور أي من هذه المشاهد في العرض النهائي).
في 26 أغسطس 2012، عُرض مشهد قصير مدته 15 ثانية بعد العرض التلفزيوني للفيلم إيفانجيليون: 2.0 أنت (لا) تستطيع التقدم، مظهراً لقطات لأسكا وهي تقود إيفا-02 في الفضاء مع تاريخ إصدار مؤقت في خريف 2012. في 1 يناير 2012، تم تحديث الموقع الرسمي للكشف عن العنوان الإنجليزي الرسمي، أنت (لا) تستطيع الإعادة، مع تاريخ إصدار مؤقت للفيلم الرابع والأخير في 2013. العرض المباشر "EVA-EXTRA 08" في شينجوكو كشف بأن الفيلم سيصدر في اليابان في 17 نوفمبر 2012.
عُرض فيلم قصير مدته 30 ثانية على نيكو نيكو دوغا في 17 أكتوبر 2012، مظهراً كلاً من شينجي، وريه، وكاورو، وماري، وأسكا. فيلم قصير كامل، الفيديو الترويجي الخامس للفيلم، أُصدر في 1 نوفمبر 2012، محتوياً على كل من لقطات فيلم نيكو نيكو دوغا القصير من 26 أغسطس ولقطات لم تُرَ سابقاً. تضمن أيضاً أغنية جديدة للمؤلف الموسيقي شيرو ساغيسو، بعنوان «عقاب الإله، في أوج غضبه». في 16 نوفمبر 2012، عرضت الست دقائق والثمان والثلاثون ثانية الأولى من الفيلم على نيبون تيليفجن لترويج إصدار الفيلم في منتصف الليل في 17 نوفمبر. فيلم قصير إضافي مدته 17 ثانية أصدر في 18 نوفمبر، مظهراً إيفا الوحدتين 02 و13، والطائرة وندر، والشخصيات الرئيسية من إيفانجيليون حتى الآن. في 26 نوفمبر، أُصدر فيلم قصير مدته دقيقة و48 ثانية مع لقطات من الفيلم القصير من 17 نوفمبر ولقطات جديدة أكثر من الفيلم، مع أغنية هيكارو أوتادا الجديدة، «ساكُرا ناغاشي».
أُصدر فيلم قصير جديد مدته 3 دقائق في 17 أبريل كالفيديو الترويجي لإصدار الفيديو التسارع، معاداً تسميته إيفانجيليون: 3.33 أنت (لا) تستطيع الإعادة.

## الموسيقى
اللحن الرئيسي للفيلم، «ساكرا ناغاشي» (桜流し، «أزهار الكرز المتدفقة»)، قُدِّمت من قبل المغنية-المؤلفة اليابانية-الأمريكية هيكارو أوتادا، التي ألفت أيضاً أغنية الفيلمين السابقين. أوتادا، بالرغم من كونها متوقفة عن العمل، وافقت على إصدار مستقل. أُلِّفت الأغنية بمساعدة المؤلف الإنجليزي باول كارتر. ألبوم الموسيقى التصويرية مع موسيقى الفيلم من قبل شيرو ساغيسو أُصدر في 28 نوفمبر 2012.

## الإصدار
أُصدر الفيلم في اليابان في 17 نوفمبر 2012، حصل الفيلم على ثاني أعلى إيرادات السينما في الأسبوع في 2012 بـ1,131,004,600 ين ($13,913,200 دولار أمريكي). في أستراليا، ستقوم مادمان إنترتينمنت بإصدار الفيلم في وقت ما في 2013، مع عرض سينمائي شامل للدولة في نهاية 2013. أُصدر الفيلم في السينما الكورية في أبريل 2013. البلو-راي والدي في دي أًصدرا في 24 أبريل 2013. بعد وصول عدد المعجبين بصفحتها على فيس بوك أكثر من مليون إعجاب، أعلنت فانيميشن حصول على إذن للفيلم. سيعرض الفيلم في مهرجان قمة جي-بوب 2013 في سان فرانسيسكو في 27 يوليو، 29 يوليو، و4 أغسطس 2013. أيضاً، سيعرض الفيلم في نيويورك كومك كون في 11 أكتوبر 2013، العرضان سيكونان بالدبلجة اليابانية الأصلية والترجمة الإنجليزية.

## اللاحق
الفيلم الرابع والأخير، إيفانجيليون: فاينال، عُرض مسبقاً في الفيلم القصير بعد ائتمانات الفيلم. يُظهر الفيلم إيفا الوحدة-8+2، اندماج ظاهري بين الوحدة-02 والوحدة-08، تقاتل نسخاً خضراء داكنة من مارك.06. سرد ميساتو للفيلم القصير يلمح أن شينجي الذي «لايزال ينقص الرغبة في الحياة» يعثر على «مكان يعلمه الأمل»، تطبيق مشروع واسطة البشرية، ووقفة أخيرة لفيلي ووندر (مع الوعد التقليدي بخدمة المعجبين، «حتى النهاية»).

## وصلات خارجية
- الموقع الرسمي (باليابانية)
- إيفانجيليون: 3.0 أنت (لا) تستطيع الإعادة على موقع IMDb (الإنجليزية)
- إيفانجيليون: 3.0 أنت (لا) تستطيع الإعادة على موقع ميتاكريتيك (الإنجليزية)
- إيفانجيليون: 3.0 أنت (لا) تستطيع الإعادة على موقع روتن توميتوز (الإنجليزية)
- إيفانجيليون: 3.0 أنت (لا) تستطيع الإعادة على موقع نتفليكس (الإنجليزية)
- إيفانجيليون: 3.0 أنت (لا) تستطيع الإعادة على موقع ألو سيني (الفرنسية)
- إيفانجيليون: 3.0 أنت (لا) تستطيع الإعادة على موقع Turner Classic Movies (الإنجليزية)
- إيفانجيليون: 3.0 أنت (لا) تستطيع الإعادة على موقع أول موفي (الإنجليزية)
- إيفانجيليون: 3.0 أنت (لا) تستطيع الإعادة على موقع بوكس أوفيس موجو (الإنجليزية)
- إيفانجيليون: 3.0 أنت (لا) تستطيع الإعادة على موقع فيلمافينيتي (الإسبانية)
- إيفانجيليون: 3.0 أنت (لا) تستطيع الإعادة على موقع قاعدة بيانات الفيلم (الإنجليزية)
- إيفانجيليون: 3.0 أنت (لا) تستطيع الإعادة (فيلم) في شبكة أخبار الأنمي
- موقع ياهو! الرسمي (باليابانية)